# Radovan Karadžić
Radovan Karadžić (cyryl. Радован Караџић, wym. [râdova:n kârad͡ʒit͡ɕ]; ur. 19 czerwca 1945 w Petnjicy koło Šavnika) – polityk Republiki Serbskiej, były prezydent Serbskiej Republiki Bośni i Hercegowiny, lekarz psychiatra, poeta, zbrodniarz wojenny.

## Życiorys
Urodził się w serbskiej rodzinie zamieszkałej w Czarnogórze. Jego ojciec, Vukohad, należał do czetników, a po wojnie był więziony przez komunistyczny rząd.
W 1960 Karadžić przeniósł się do Sarajewa, gdzie studiował medycynę. W 1970 odbył praktykę w szpitalu w Næstved w Danii, a w latach 1974–1975 przebywał na stypendium na Uniwersytecie Columbia w Nowym Jorku. Po powrocie do Jugosławii pracował w największym szpitalu w Sarajewie, Koševo.
W 1983 wraz ze znajomym wyłudził kredyt z rolniczego funduszu, za który wybudował sobie dom w Pale. 1 listopada 1984 trafił do więzienia, gdzie spędził 11 miesięcy. Ostatecznie został skazany za oszustwo na trzy lata, ale do więzienia już nie wrócił.
W 1989 był jednym ze współtwórców Serbskiej Partii Demokratycznej w Bośni i Hercegowinie. Został przywódcą partii, a po ogłoszeniu niepodległości Serbskiej Republiki Bośni i Hercegowiny prezydentem państwa (1992). Bezwzględnie dążył do utrwalenia władzy serbskiej na terenie republiki, współpracując z generałem Ratko Mladiciem oraz Slobodanem Miloševiciem. Oskarżany o zbrodnie ludobójstwa, ustąpił oficjalnie z funkcji prezydenta w 1996.
Od 1997 był poszukiwany przez Międzynarodowy Trybunał Karny dla byłej Jugosławii (w Hadze). Akt oskarżenia obejmował ludobójstwo, zbrodnie przeciwko ludzkości, naruszenia praw i obyczajów wojny oraz naruszenia Konwencji Genewskich; dotyczy także masakry Bośniaków w Srebrenicy w 1995.

## Aresztowanie
18 lipca 2008 został aresztowany w podmiejskim autobusie w Belgradzie. Według ustaleń serbskiej prokuratury, w okresie poprzedzającym zatrzymanie Karadžić mieszkał w stolicy Serbii, gdzie pracował w prywatnej klinice medycyny alternatywnej. Używał fałszywego nazwiska Dragan Dabić (cyryl. Драган Дабић), a dla odwrócenia uwagi nosił długą brodę. Został namierzony po anonimowym telefonie do serbskich służb specjalnych (BIA) kilka miesięcy przed zatrzymaniem. Parze agentów BIA udało się, pod pretekstem chęci wyleczenia problemów seksualnych, dostać na terapię do dra Dabicia. Zdobyli kosmyk jego włosów, który po przeprowadzonym badaniu DNA w 100% potwierdził tożsamość Karadžicia.
22 lipca 2008 serbski sędzia wydał zgodę na przekazanie byłego przywódcy bośniackich Serbów do Hagi. Obrońcy oskarżonego zapowiadali, że odwołają się od tej decyzji, wysyłając dokumenty pocztą późnym popołudniem w dniu upływu terminu. Nie ukrywali, iż chcą w ten sposób opóźnić ekstradycję. 29 lipca serbski minister sprawiedliwości podjął decyzję o przekazaniu Karadžicia ONZ-etowskiemu trybunałowi. Jego zdaniem procedura odwoławcza została zakończona, bowiem w wyznaczonym terminie do sądu nie wpłynęły wymagane dokumenty. 30 lipca wczesnym rankiem specjalny samolot przewiózł zatrzymanego z Belgradu na lotnisko w Rotterdamie, skąd został przetransportowany do aresztu Trybunału. Już po jego przyjęciu do haskiego aresztu jeden z jego adwokatów – mecenas Svetozar Vujačić – przyznał, że prawnicy ostatecznie postanowili nie odwoływać się od decyzji serbskiego sądu.

## Proces i wyrok
22 lipca 2008 prezes Międzynarodowego Trybunału Karnego dla byłej Jugosławii, sędzia Fausto Pocar, wydał decyzję o przekazaniu sprawy Karadžicia do Izby Orzekającej I. 30 lipca 2008 przewodniczący tej Izby, sędzia Alphons Orie, powołał do tego procesu skład orzekający w składzie: on sam, sędzia Christine Van Den Wyngaert oraz sędzia Bakone Justice Moloto. Sędzią prowadzącym czynności przedprocesowe i rozpatrującym wstępne wnioski stron był sam Orie.
31 lipca 2008 Karadžić stanął przed sędzią podczas rozprawy wstępnej. Zadeklarował chęć samodzielnej obrony, choć przyznał, że ma doradcę prawnego, który jednak nie będzie występował podczas procesu. Skarżył się również na sposób zatrzymania go przez serbskie władze – miał być przez trzy dni przetrzymywany przez niezidentyfikowanych cywilów, pozbawiony prawa do kontaktu z rodziną i prawnikami, a dopiero potem oficjalnie aresztowany. Sąd nałożył środek zapobiegawczy w postaci aresztu tymczasowego.
24 marca 2016 Międzynarodowy Trybunał Karny dla byłej Jugosławii uznał Radovana Karadžicia winnym zbrodni przeciwko ludzkości (w tym ludobójstwa w Srebrenicy) i skazał go na 40 lat pozbawienia wolności. 20 marca 2019 Izba Odwoławcza tego sądu odrzuciła apelację i zmieniła poprzedni wyrok na karę dożywotniego pozbawienia wolności, który odbywa w HM Prison Parkhurst na wyspie Wight.

## Działalność literacka
Radovan Karadžić jest także autorem kilku tomików poezji. Część z nich została wydana w czasie, gdy się ukrywał: Crna bajka (1990), Rat u Bosni: kako je počelo (1992), Ima čuda, nema čuda (1994), Od Ludog koplja do Crne bajke (2001), Čudesna hronika noći (2004), Pod levu sisu veka (2005).

## Życie prywatne
Żonaty z Ljiljaną Zelen-Karadžić, z którą ma dwoje dzieci – córkę Sonję i syna Sašę.